# Сигри Унсет
Сигри Унсет (норв. Sigrid Undset; Калундборг, 20. мај 1882 — Лилехамер, 10. јуна 1949) била је норвешка књижевница. Добитница је Нобелове награде за књижевност 1928.

## Живот
Кћерка норвешког археолога Ингвалд Унсета и његове жене Данкиње Ана Шарлота Гит. 
Сигри Унсет се 1912. удала за сликара Андерс Кастус Сварстада. Отац јој умире у њеној једанаестој години. Заједно са мајком и две сестре сели се у Норвешку. Често су се селиле. После основне школе и средње трговачке радила је као канцеларијски радник од своје 17. до 27. године. После тога почиње да пише. Она се сматра највећим писцем норвешког неореализма. На међународној сцени је много познатија по својим историјским романима. У октобру 1924. се покатоличила. Била је жесток противник нацизма а током Другог светског рата живела је у САД.

## Младост
Написала је 33 књиге и стотине чланака. Развојни пут почиње 1907. дневником Fru Marta Oulie у коме се ради о једном проблематичном браку. 1908. издаје Den lykkelige alder збирку кратких прича о несрећнима и бескућницима ондашњег Осла захваћеног индустријским развојем. Паралелно са делима о савременом, писала је и о средњем веку. Читаоци ван Норвешке посебно су упознати са овим њеним литерарним сликама средњовековне Скандинавије.
Године 1909, даје отказ добивши путну стипендију и одлази у Рим преко Немачке и Париза. У Риму упознаје мужа и наставља да пише али без великих признања. Пробој доживљава 1911. са романом Jenny, књизи о слободи и сексуалности једне жене. За Сварстада се удала 1912. у норвешком Конзулату у Антверпену. Као младенци, живели су кратко у Лондону. Роман Vaaren - из 1914. - фокусира се на породици као стубу друштвеног поретка. 1915. издаје Приче о Краљу Артуру и Витезовима Округлог Стола.
1919. објављује Са становишта једне жене. 
1919. сели се у Лилехамер са своје троје деце.

## Историјски роман
Као израз дубоког интересовања за средњи век написала је трилогију о Кристини Лаврансовој - Kristin Lavransdatter. Прича о Кристин је и филматизована 1990-их са Лив Улман на месту режисера. 
1924. Унсет признаје прелазак на католицизам и разводи се од мужа.
Приликом доделе Нобелове награде, 1928, у образложењу Шведске академије наглашена је баш историјска димензија њених дела и њена „моћна тумачења живота на средњовековном Северу." 
Већи део награде је несебично поклонила у добротворне сврхе.

## Ратне године
После пет историјских романа, Унсет се занимала поново за садашњицу током целих 1930-их.
Јако рано се огласила и против нацизма, у чланку Forschritt, Rasse, Religion из 1935. Као председник удружења норвешких писаца држала је доследно антинацистички смер. После напада нацистичке Немачке на Норвешку бежи из земље преко Шведске, Совјетског Савеза и Јапана за САД, где се у Њујорку и настанила.

## Последње године
Лета 1945. враћа се у Лилехамер и здравље почиње да је напушта. Умрла је 1949.

## Дела
- Fru Marta Oulie (1907)
- Den lykkelige alder (1908)
- Fortællingen om Viga-Ljot og Vigdis (1909)
- Jenny (1911)
- Приче о Краљу Артуру и Витезовима Округлог Стола (1915)
- Splinten av troldspeilet (1917)
- De kloge jomfruer (1918)
- Et kvindesynspunkt (1919)
- Кристина Лаврансдотер (tre delar, 1920-22)
  - Kransen (1920)
  - Husfrue (1921)
  - Korset (1922)
- Olav Audunssøn i Hestviken (1925)
- Olav Audunssøn og hans børn (1927)
- Gymnadenia (1929)
- Пламени гром (1930)
- Ида Елизабет (1932)
- Elleve aar (1934)
- Forschritt, Rasse, Religion (1935)
- Norske helgener (1937)
- Госпођа Доротеја (1939)
- Return to the Future (1942)
- Artikler og taler fra krigstiden (1952)
- Caterina av Siena (1951, постхумно)
- Sigurd og hans tapre venner (1955, постхумно)